# Straat Singapore
De Straat (van) Singapore is een zeestraat met een lengte van 114 km en een breedte van 16 km tussen van Singapore in het noorden en de Indonesische Riouwarchipel in het zuiden. De Straat Singapore verbindt de Straat Malakka met de Zuid-Chinese Zee en is een van de belangrijkste zeepassages van de wereld. De haven van Singapore is na Shanghai de grootste ter wereld.

## Ligging
Het Internationale Hydrografische Organisatie heeft de Straat Singapore als volgt gedefinieerd:
- In het westen: hier grenst het aan de oostgrens van Straat Malakka, een lijn van Tanjung Piai (Bulus) op de meest zuidelijke punt van het schiereiland Malakka (1° 16′ NB, 103° 31′ OL) via The Brothers (1° 12′ NB, 103° 21′ OL) met Klein Karimoen (1° 10′ NB, 103° 24′ OL) als eindpunt.
- In het oosten: een lijn van Tanjong Datok, de zuidoostpunt van Johor (1° 22′ NB, 104° 17′ OL) via Horsburgh Reef naar Pulo Koko, het meest noordoostelijke punt op het eiland Bintan (1° 14′ NB, 104° 35′ OL).
- In het noorden: De zuidkust van het eiland Singapore, via Johore Shoal naar de zuidoostkust van het schiereiland Malakka.
- In het zuiden: Vanaf Klein Karimoen via Pulo Pemping Besar (1° 7′ NB, 103° 48′ OL) naar de noordkust van het eilanden Batam en Bintan naar Pulo Koko.

## Geschiedenis
Door de strategische ligging tussen twee belangrijke handelszones in de Indische Oceaan in het westen en de handelshavens van de Zuid-Chinese Zee in het oosten werd de straat al vroeg gebruikt als belangrijke handelsroute, zelfs voor de komst van de Europeanen.
Singapore en de straat zijn al genoemd in een verslag van Wang Dayuan, een Chinese handelaar die in de eerste helft van de 14e eeuw veel door Zuidoost-Azië reisde. In de 16e eeuw voeren Portugese schepen regelmatig door de Straat Malakka en Straat Singapore op reizen tussen India en Macau in China. In 1511 hadden zij Melakka bezet en zij gingen de doorgang ten zuiden van Singapore gebruiken.
In 1595 publiceerde de Nederlander Jan Huygen van Linschoten de eerste Nederlandse instructies voor de reis van Malakka naar Macau in zijn boek Reys-gheschrift vande navigatien der Portugaloysers in Orienten. Hij was in 1583 in Portugese dienst gekomen en werkte in Goa tot zijn terugkeer naar Nederland in 1589. Hij had in het geheim kopieën gemaakt van kaarten en instructies voor Portugese zeelieden en publiceerde deze na zijn terugkeer.
In 1819 vestigde Thomas Raffles voor Groot-Brittannië een nieuwe nederzetting op Singapore. Hij was aangetrokken door de diepe en beschutte wateren tussen de eilanden en langs de Singapore River. In 1851 werd de eerste vuurtoren opgericht, vernoemd naar James Horsburgh, een hydrograaf in dienst van de Britse Oost-Indische Compagnie.
Historisch waren er verschillen de vaarroutes door de straat, maar de belangrijkste vaarroute is Phillips Channel. Phillips Channel is slechts zo'n 3 kilometer breed. Door de vele scheepsbewegingen is er een groot risico op aanvaringen met mogelijke olievervuiling tot gevolg.